# Agujero glorioso

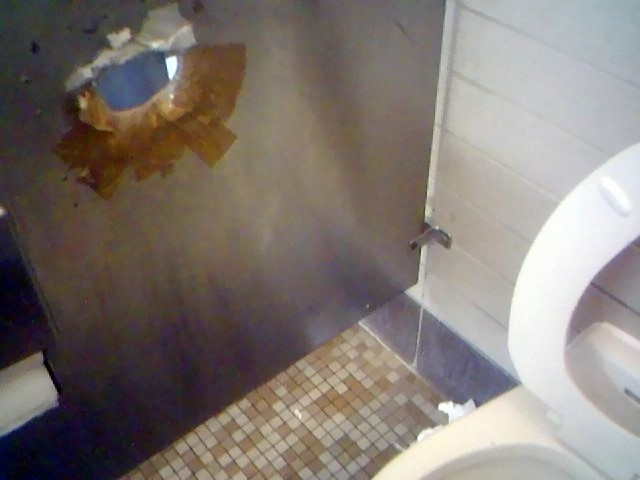
Agujero glorioso en el tabique de un retrete.

Un agujero glorioso (calco de la expresión inglesa glory hole) es un agujero en una pared o tabique, usualmente practicado en los retretes de baños públicos o en videocabinas, que puede ser utilizado para observar a la persona que se encuentre al otro lado del tabique y para mantener relaciones sexuales con ella.
El término se emplea también para referirse a los agujeros existentes en una muñeca hinchable o algún juguete sexual parecido, pero el primer uso es más conocido. También puede referirse, metafóricamente, al ano.
Los agujeros gloriosos están especialmente asociados con la cultura masculina gay y el sexo anal u oral, y provienen de una historia de persecución. La partición mantiene el anonimato y una sensación de tranquilidad de que las personas involucradas no serían identificadas y posiblemente arrestadas. Sin embargo, no son los favoritos exclusivos de las personas homosexuales y se han vuelto más comúnmente reconocidos como un fetiche para las parejas heterosexuales y bisexuales.

## Uso
Un hombre introduce el pene a través del agujero para recibir sexo oral, practicar sexo anal o sexo vaginal a la par que mantiene un cierto grado de anonimato. Suelen estar situados en clubes sexuales, salas X, sexshops y librerías para adultos. Los agujeros gloriosos en baños públicos son principalmente usados por los mirones (voyeurs), pero en ciertas áreas son lugares de encuentro establecidos donde la gente puede practicar sexo anónimamente. Aunque es una práctica originaria de la comunidad gay, ha sido adoptada igualmente por heterosexuales. A veces las mujeres participan también en estas prácticas sexuales, y hay un gran número de páginas web con contenido pornográfico que proporcionan imágenes y videos de heterosexuales utilizando agujeros gloriosos.
Debido al peligro de arresto o ser acusado de acoso, pocos hombres meten su pene en un agujero glorioso sin previa invitación de la persona con la que practicará sexo al otro lado del tabique o pared. Una señal común de un participante dispuesto es meter uno o más dedos por el agujero generalmente acompañado por algún gesto de llamada.

## Historia

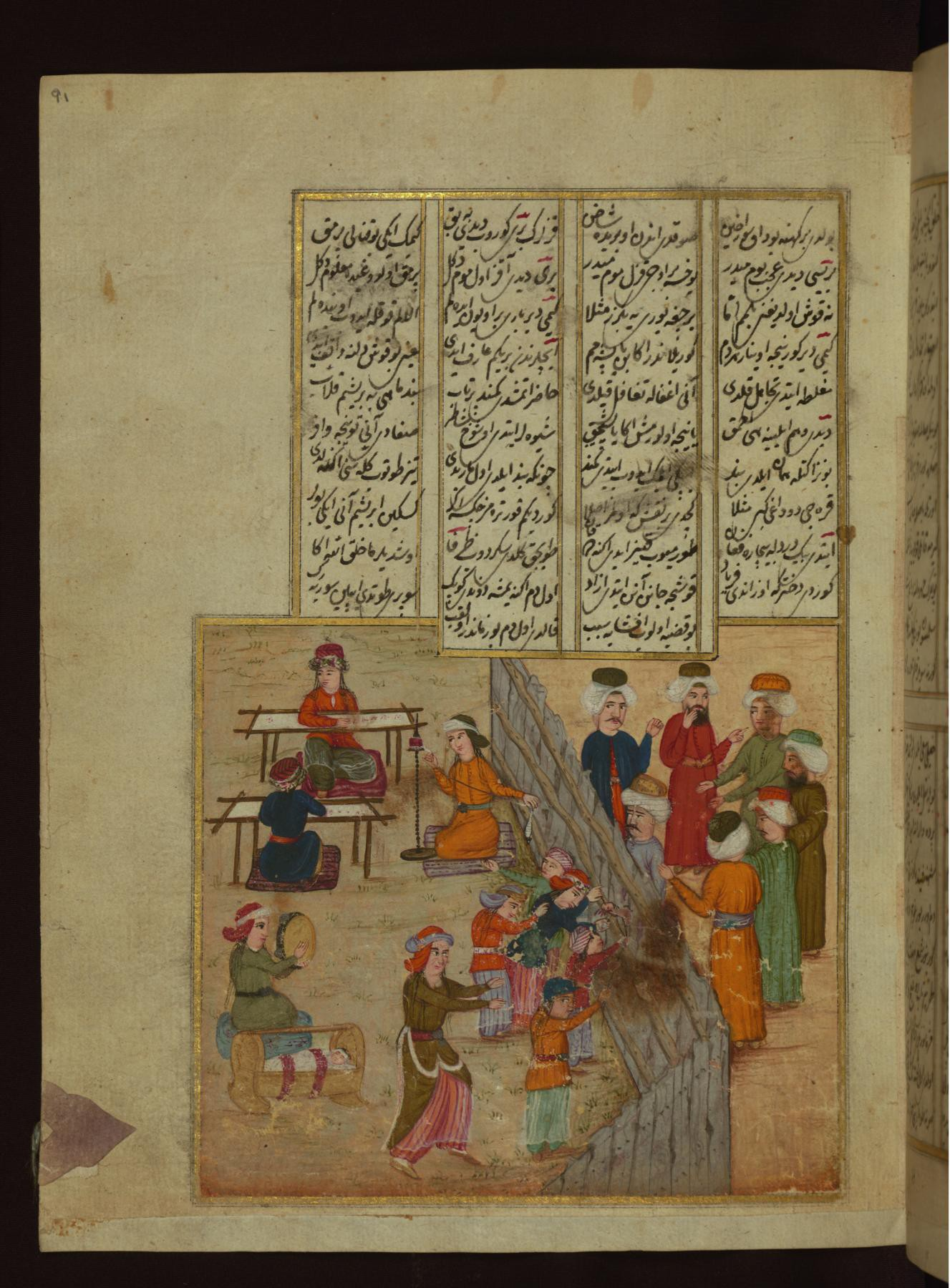
A Man Exposing Himself Through a Hole in the Fence ("Un hombre exponiéndose a sí mismo a través de un agujero en la cerca"), 1721, por Nev'îzâde Atâyî.

El primer caso documentado de un agujero glorioso fue en un caso judicial de 1707 conocido como los "Juicios de Thomas Vaughan y Thomas Davis" en Londres, Inglaterra, que involucró la extorsión de un hombre conocido en los documentos solo como el Sr. Guillam. En ese momento, el sexo gay en lugares públicos podría conducir a arrestos por parte de miembros de la Sociedad para la Reforma de los Modales. A menudo, las autoridades esperaban fuera de la casa pantanosa de Lincoln's Inn en Londres como un lugar para atrapar a la gente. Los tribunales escucharon que un hombre (el Sr. Guillam) visitó un baño para hacer sus necesidades, cuando otro hombre metió su pene a través de un agujero en la pared ("un niño en la bóveda contigua puso su miembro privado a través de un agujero"). El Sr. Guillam, sorprendido por la acción, huyó del baño, solo para ser seguido por el hombre que gritó que habría tenido sexo con él. Luego, el Sr. Guillam fue confrontado por el Sr. Vaughan quien, conociendo la inocencia del Sr. Guillam, amenazó con entregarlo a la policía y revelarlo a su esposa si no pagaba una suma de dinero.
A mediados del siglo XX, la policía a menudo usaba los agujeros gloriosos de los baños como un método para atrapar a los hombres homosexuales, y a menudo registraba los incidentes como evidencia para enjuiciar.
Según el Routledge Dictionary of Modern American Slang, la primera vez que apareció un agujero glorioso en un medio impreso fue en 1949, cuando un glosario publicado de forma anónima llamado Swasarnt Nerf's Gay Girl's Guide se refiere a un "agujero de tamaño fálico en la partición entre las cabinas de baño. A veces también se usa como una mera mirilla".
Otra referencia a los agujeros gloriosos apareció en Tearoom Trade: Impersonal Sex in Public Places, un controvertido libro publicado por el sociólogo Laud Humphreys en 1970, en el que sugiere el "salón de té", o puesto de baño, como un espacio privilegiado para que los hombres se reúnan con fines sexuales. También aparecería más tarde en el libro de 1977 The Joy of Gay Sex.
Los agujeros gloriosos públicos comenzaron a perder popularidad a medida que se introdujo la despenalización de la homosexualidad en muchos países y las preocupaciones sobre el VIH/SIDA cambiaron la cultura gay. Un estudio de 2001 en el Journal of Homosexuality encontró que los agujeros gloriosos públicos seguían siendo populares entre muchos hombres homosexuales, "simplemente porque encuentran los lugares emocionantes y/o convenientes".
A pesar de la menguante prominencia de los agujeros gloriosos en público, algunas casas de baños gais y clubes de sexo mantienen la presencia de agujeros gloriosos en sus establecimientos, y algunas personas han reconocido haber instalado paredes privadas con agujeros gloriosos dentro de sus propios hogares. El sexo en el baño sigue siendo un fetiche para un subconjunto de hombres homosexuales, que participan en actos anónimos similares debajo de un separador de baño, en lugar de a través de un agujero.
En 2018, el Museo de Australia Occidental agregó un "agujero glorioso histórico" a su colección. El agujero se encontraba en el retrete del lado de la autopista Albany de la estación de tren de Gosnells, pero se retiró y se salvó en 1997 antes de que se demoliera el retrete.
Un artículo de BuzzFeed de 2020 recopiló anécdotas de lectores homosexuales, heterosexuales y bisexuales que contaron sus experiencias en fiestas de intercambio de parejas en las que se practicaba el sexo a través de agujeros gloriosos.

## Riesgos
El uso de agujeros gloriosos para gratificación sexual encierra numerosos riesgos, como es el caso de la mayoría de las formas de sexo anónimo, como el hecho de que los participantes se desconocen mutuamente y por lo tanto, puede existir posibilidad de transmisión de enfermedad venérea. Al igual que la persona en la parte receptora del tabique, puede dañar seriamente a la parte activa, tanto accidentalmente como intencionadamente. El propio agujero (de no estar bien preparado) puede incluso causar graves cortes o abrasiones en un pene; en algunos clubes sexuales, salas X y sexshops el glory hole se presenta con una superficie protectora (que puede ser un recubrimiento elaborado o tan primitiva como cinta aislante) para prevenir tales daños. 
Usar un agujero glorioso en un lugar público (como unos baños/sanitarios públicos) también supone un riesgo legal, ya que tal comportamiento podría considerarse escándalo público o exhibicionismo en muchos países.

## Potenciales ventajas para la salud
En junio de 2020, un aviso de COVID-19 del Departamento de Salud del Estado de Nueva York recomendó el sexo a través de "barreras físicas, como paredes", pero no hizo referencia específica a los agujeros gloriosos, como parte de medidas más amplias sobre citas y sexo durante la pandemia.
Aproximadamente un mes después, el Centro para el Control de Enfermedades de Columbia Británica fue un paso más allá con sus recomendaciones de precaución de COVID-19 al sugerir el uso de "barreras, como paredes (por ejemplo, agujeros gloriosos), que permiten el contacto sexual pero evitan el contacto cara a cara cercano" como una forma de reducir el riesgo de exposición al virus.